# Xã Fearing, Quận Washington, Ohio
Xã Fearing (tiếng Anh: Fearing Township) là một xã thuộc quận Washington, tiểu bang Ohio, Hoa Kỳ. Năm 2010, dân số của xã này là 891 người.